# Triptofan
Triptofanul este unul din 8 aminoacizi esențiali (nu poate fi sintetizat de organism, ca urmare el trebuie introdus prin dietă adecvată).

Pe parcursul transformării triptofanului în serotonină se formează intermediarul 5-hidroxitriptofanul sau 5HTP

Este precursorul:
- serotoninei
- melatoninei
- vitaminei PP.